# Les Tomlinson
Leslie (Les) Rogers Tomlinson (ur. 27 sierpnia 1943 w Mildurze) – australijski duchowny rzymskokatolicki, w latach 2012–2019 biskup Sandhurst. 

## Życiorys
Święcenia kapłańskie przyjął 16 sierpnia 1972, udzielił ich mu Ronald Mulkearns, ówczesny biskup diecezjalny Bathurst. Następnie został inkardynowany do archidiecezji Melbourne. Przez kilkadziesiąt lat pracował jako duszpasterz parafialny. W 2003 został mianowany wikariuszem generalnym archidiecezji oraz moderatorem kurii.
5 maja 2009 papież Benedykt XVI mianował go biskupem pomocniczym archidiecezji Melbourne ze stolicą tytularną Sinitis. Sakry udzielił mu 17 czerwca 2009 Denis Hart, arcybiskup metropolita Melbourne. 
3 lutego 2012 został biskupem ordynariuszem diecezji Sandhurst. Ingres odbył się 1 marca 2012.
23 lipca 2019 przeszedł na emeryturę.